# گرت کامس
گرت کامس (استونیایی: Gert Kams؛ زادهٔ ۲۵ مهٔ ۱۹۸۵) بازیکن فوتبال اهل استونی است.
از باشگاه‌هایی که در آن بازی کرده‌است می‌توان به باشگاه فوتبال فلورا تالین اشاره کرد.
وی همچنین در تیم‌های ملی فوتبال زیر ۲۱ سال استونی و استونی بازی کرده‌است.